# Удельная Чащиха
Удельная Чащиха — деревня в Краснобаковском районе Нижегородской области. Входит в состав Зубилихинского сельсовета.

## География
Деревня находится в северо-восточной части Нижегородской области, к западу от реки Ветлуга, на расстоянии приблизительно 7 км (по прямой) к югу от рабочего посёлка Красные Баки, административного центра района.

### Часовой пояс
Деревня Удельная Чащиха, как и вся Нижегородская область, находится в часовой зоне МСК (московское время). Смещение применяемого времени относительно UTC составляет +3:00.

## Население
| 2002 | 2010 |
| ---- | ---- |
| 47   | ↗55  |

### Национальный состав
Согласно результатам переписи 2002 года, в национальной структуре населения русские составляли 96 % из 47 чел.